# 穆希納赫雷布利亞
49°15′9″N 34°26′2″E / 49.25250°N 34.43389°E
穆希納赫雷布利亞（羅馬化：Mushyna Hreblia）是烏克蘭中部波爾塔瓦州波爾塔瓦區的村落，分別距離哈盧希納赫雷布利亞1公里和斯泰波韋2公里，面積1.025平方公里，海拔高度85米，2001年人口319。